# Epicauta senilis
Epicauta senilis är en skalbaggsart som beskrevs av Werner 1949. Epicauta senilis ingår i släktet Epicauta och familjen oljebaggar. Inga underarter finns listade i Catalogue of Life.